# Namasté
Cet article concerne la salutation. Pour le roman mauricien, voir Namasté (roman).

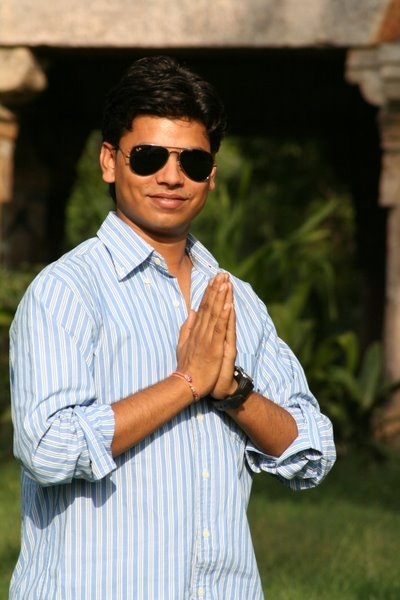
Mains à la hauteur de la poitrine, la forme la plus courante du namasté.

Namasté ou namaskar (नमस्ते ou नमस्कार), parfois namaskaram, est un mot translittéré du sanskrit et communément employé par les hindous pour saluer, pour dire bonjour et au revoir en Inde et au Népal. Néanmoins, en zones rurales, l'équivalent de « bonjour » peut être « râm-râm », répétition du nom de Râma (un avatar du dieu Vishnou), « vanakkam » parmi les populations tamoulophones (au Tamil Nadu, il eut cependant un usage historique du namaskaram, aujourd'hui désuet, qui peut toutefois persister),, ainsi que 'Saalaam', 'Aadaabarz' et bien d'autres expressions et formes de salutation dans un pays aussi divers que l'Inde.

## Étymologie
Namasté vient du substantif sanskrit namah qui signifie « inclination, obéissance, adoration » et du pronom enclitique te (vers toi), forme au datif de tuam. Le nom namaḥ est lui-même un dérivé du verbe namati, « (elle ou il) se penche, s'incline »,. Le mot véhicule donc les idées d'obéissance, hommage et de salutation (aussi bien en arrivant qu'en partant) .   
On dit qu'il signifie « Je salue (j'honore) le divin qui est en toi[réf. nécessaire] ». On rencontre aussi le mot namaskar, légèrement plus formel. C.J. Fuller relève que ce terme — qui dénote le geste lui-même — est en fait le mot sanskrit, tandis que namaste en est la version utilisée en hindi. 
À noter qu'en anglais, on a d'abord utilisé namaskar. Le mot namasté est entré dans la langue anglaise seulement au début des années 1950, après l'indépendance de l'Inde. 
Namaskar aurait une signification plus religieuse (littéralement « Je salue – ou je m'incline – devant votre forme »). L'expression est souvent traduite par « Je salue le divin qui est en vous » même si ce n'est pas une traduction littérale. Une autre traduction serait : « Le divin en moi s’incline devant le divin en vous »[réf. nécessaire]. 

## Manières de saluer

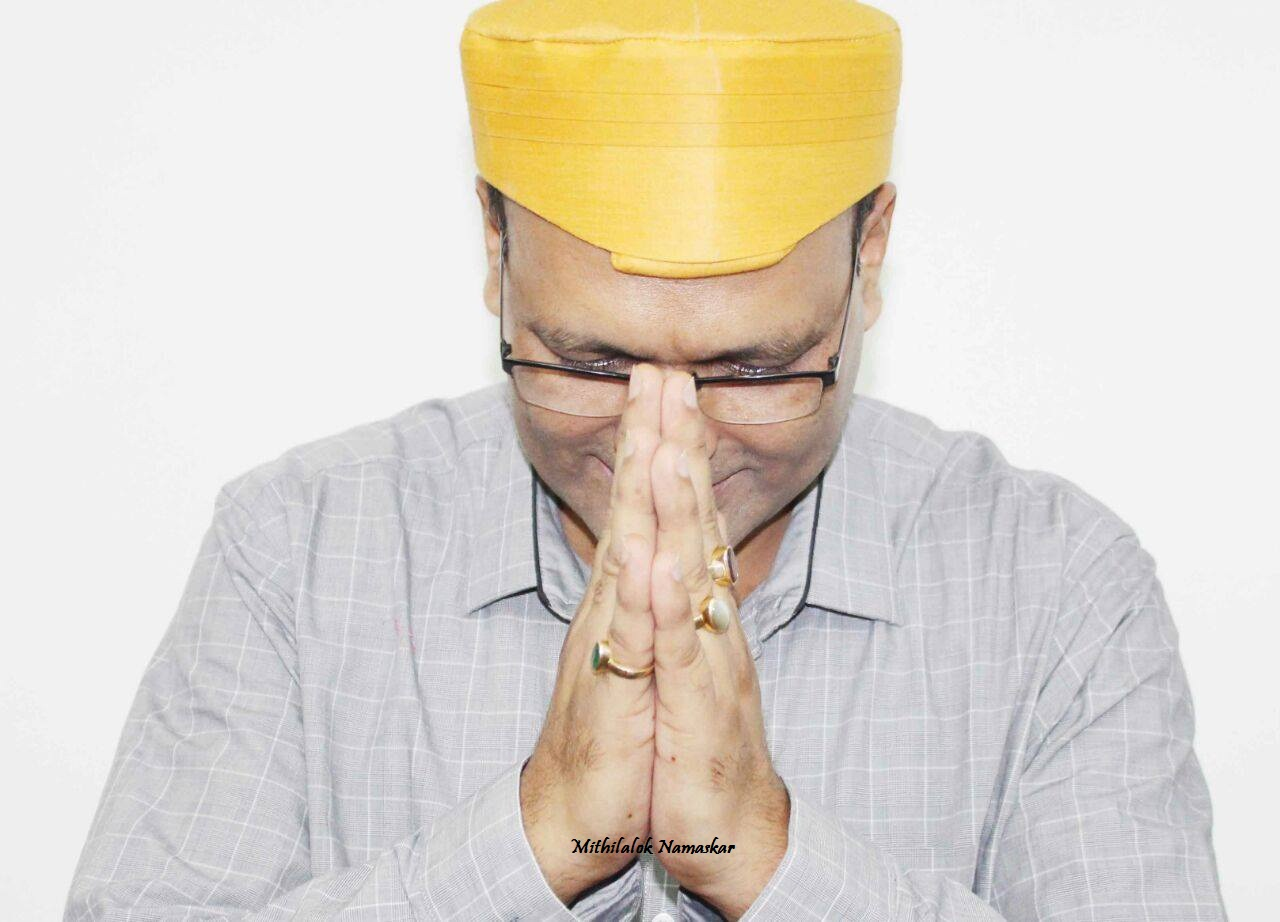
Autre mise en œuvre du namasté.

Traditionnellement, on exécute le namasté de trois manières différentes, mais toujours avec les paumes jointes : en élevant les mains au-dessus de la tête — pour saluer les divinités ; en les élevant à la hauteur du visage — pour saluer les gens plus âgés et les guides spirituels (guru) ; en les soulevant à la hauteur de la poitrine — comme marque générale de respect.

## Signification

### Signification religieuse

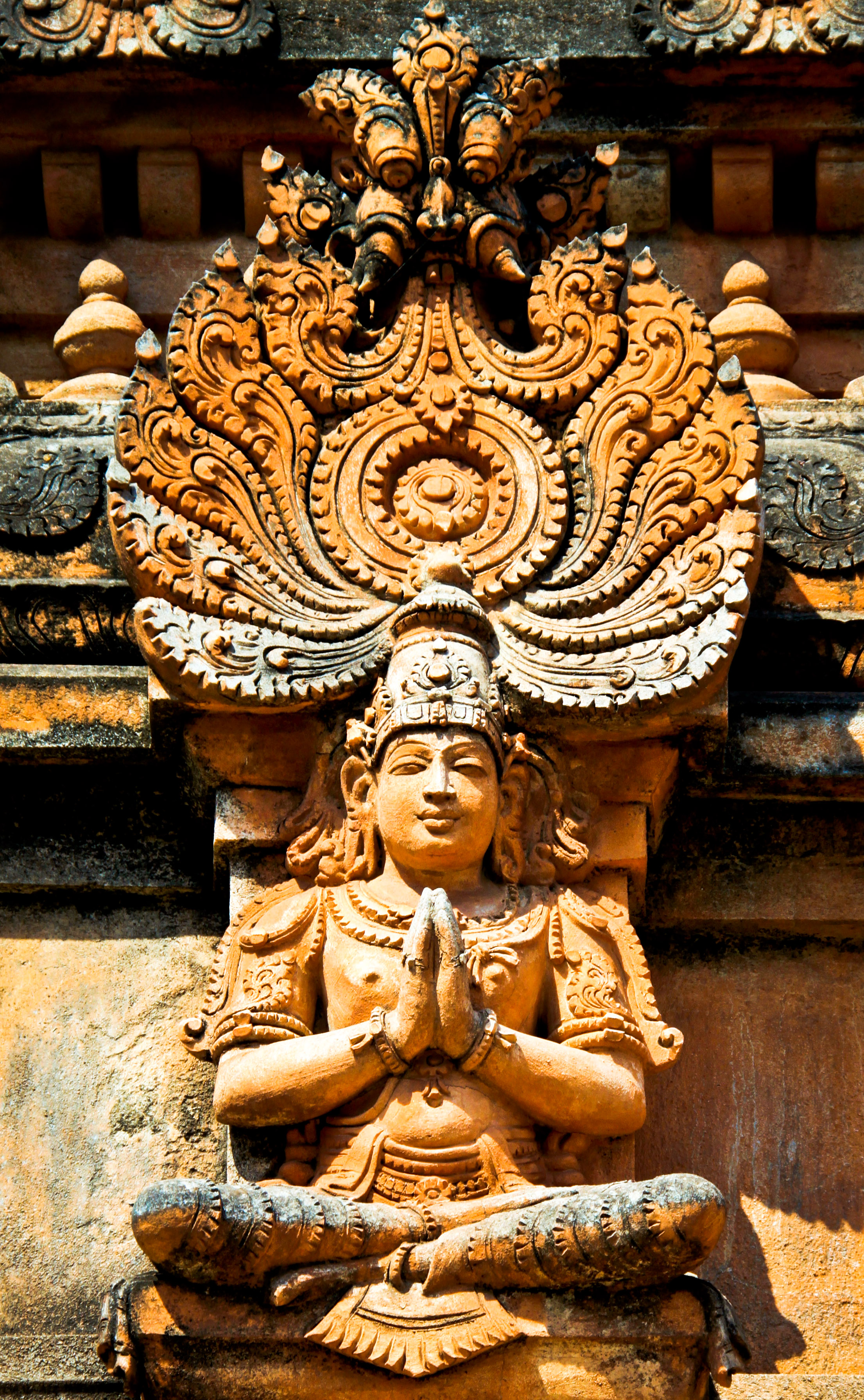
Divinité faisant namasté. Hampi.

Le geste se pratique aussi pour rendre hommage à une divinité, par exemple quand on passe à proximité d'un temple ou d'un tombeau et qu'on joint les paumes des mains tout en inclinant légèrement la tête. Mais ce même geste peut être beaucoup plus marqué et respectueux. Ainsi, on peut se prosterner devant l'image d'une divinité, s'agenouillant jusqu'à toucher le sol avec le front, ou même se mettant complètement à plat ventre, les bras tendus devant soi. En outre, dieux et déesses font également ce geste entre eux: par exemple Parvati salue ainsi son époux Shiva, et Lakshmi fait de même avec Vishnou. Mais il arrive aussi que ces dieux marquent leur respect envers leur épouse respective par ce même geste.

### Geste formel ou informel
Les Hindous font de même pour se saluer et pour prendre congé. Il y a cependant des différences selon l'échelle sociale des personnes qui se rencontrent. Si la différence de statut social est marquée, seul l'inférieur va en principe faire le geste, et il pourrait même aller jusqu'à se prosterner aux pieds du supérieur. À l'inverse, dans un cadre informel de la vie quotidienne, lors d'une rencontre entre parents, collègues ou amis, le geste est beaucoup moins formel, et il peut même être juste esquissé: on lève rapidement la main droite tout en inclinant légèrement la tête.

## Interprétation
L'anthropologue C. J. Fuller voit dans cette salutation (de la prosternation complète jusqu'au salut informel avec la main et un signe de la tête) un geste symbolique important dans la religion et la société hindoues, et ce pour deux raisons.  

### Lien entre le divin et l'humain
Premièrement, parce que le namasté est pratiqué aussi bien entre les divinités elles-mêmes qu'entre les déités et les humains, ainsi qu'entre les humains. Fuller voit là un aspect très important de l'hindouisme, qui — à la différence des grandes religions monothéistes  — ne postule pas de séparation absolue entre le divin et l'humain. Il existe plusieurs contextes dans lesquels les êtres humains sont vus, d'une manière ou d'une autre comme des divinités. C'est cette idée que l'on trouve dans l'affirmation que dans ce geste, on salue « la part de divin qui est en chaque personne ». 

### Hiérarchie sociale

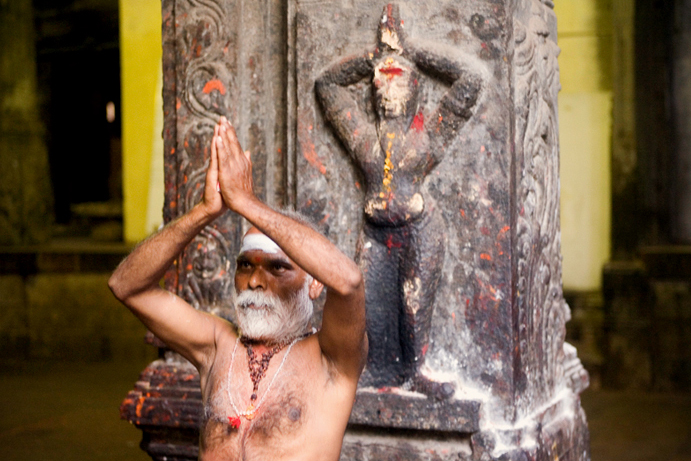
Sâdhu faisant un namasté, et derrière lui une figure sculptée qui en fait autant. Madurai, Inde.

Deuxièmement, à la différence d'un geste comme la poignée de main, le namasté marque une asymétrie inhérente dans le rang, et ce parce que c'est l'inférieur qui le pratique devant le supérieur. Autrement dit il y a là, selon Fuller, une forme condensée du principe de l'inégalité hiérarchique, qui est fondamentale dans la société et la religion hindoue. Cela se retrouve non seulement dans le salut adressé à une divinité par un humain, ou par une divinité inférieure à une divinité supérieure, mais dans toute une série d'interactions entre les gens: l'épouse salue ainsi son mari, l'enfant ses parents,  l'employé son employeur, l'étudiant son professeur, une personne de caste inférieure quelqu'un de caste supérieure, etc. Dans ces différentes situations, le supérieur ne rend pas la salutation, ou seulement de façon rapide et superficielle. Par conséquent, lorsque deux personnes lèvent les mains et s'inclinent l'une vers l'autre pour se saluer (situation assez fréquente), elles montrent qu'elles se voient et comme égales, puisque la marque de respect de l'une est équilibrée par celle de l'autre.
On peut dès lors comprendre cette remarque que l'on trouve dans un ouvrage devenu célèbre paru au début du xixe siècle sur les mœurs et les coutumes des Hindous, et attribué à l'Abbé Dubois: 

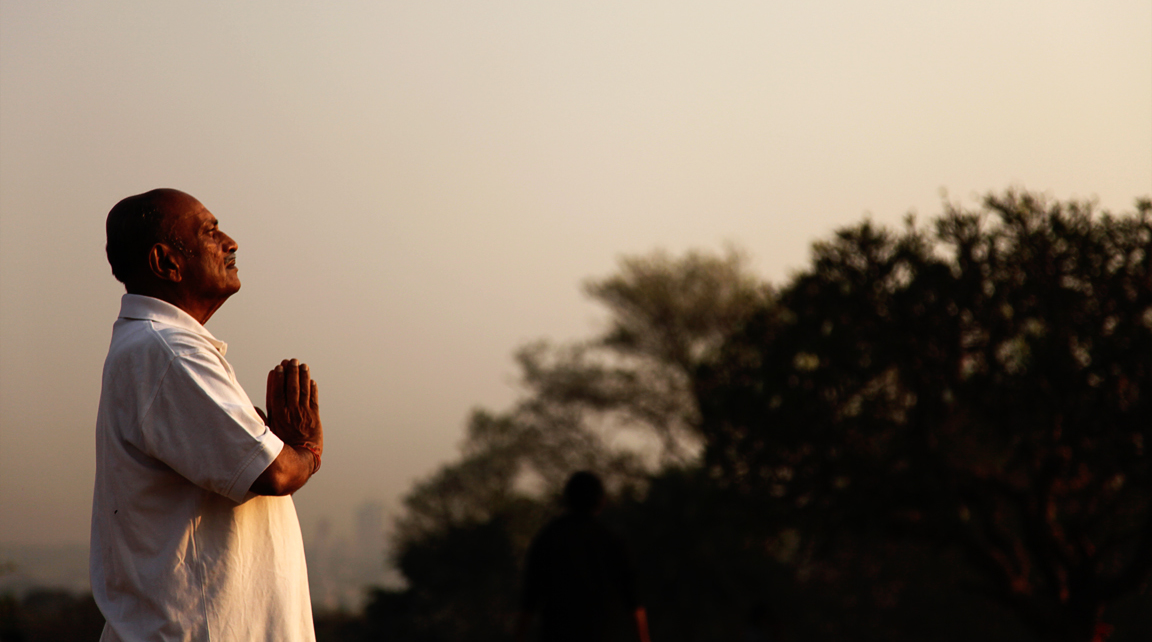
Namasté adressé au soleil levant, en Inde.

« Les Indiens qui n'appartiennent point à la caste des brahmes saluent ceux-ci en leur faisant le namaskara, qui consiste à joindre les mains, et à les porter ensuite au front ou au-dessus de la tête. Cette espèce de salut, qui suppose une grande supériorité dans celui à qui il s'adresse, est accompagné de ces deux mots, Saranai aya! qui signifient, "Salut respectueux, seigneur!" à quoi le brahme étendant la main droite à demi ouverte, comme s'il s'attendait à recevoir quelque chose de la personne qui lui rend cet hommage, répond gravement par ce seul mot : Assirvahdam !, qui équivaut au "Benefaxit tibi Deus" des latins ou à notre "Dieu vous bénisse!" (...) Les brahmes et les gourous seuls ont le pouvoir de conférer l'Assirvahdam, ou de prononcer ce mot sacré sur les personnes qui les traitent avec respect ou qui leur font des présens [sic]. On se borne quelquefois, en saluant un brahme, à élever les mains jointes jusqu'à la poitrine. »